# Dialektikê. Cahiers de typologie analytique (revista)
La revista Dialektikê. Cahiers de typologie analytique fue una revista científica de arqueología prehistórica publicada de 1973 a 1987. Editada por el Centre de palethnologie stratigraphique d'Arudy y dirigida por Georges Laplace, estuvo precedida por la publicación, en 1972, de un fascículo único del periódico Cahiers de typologie analytique (ISSN 1147-114X).
Los artículos se publicaron como resultado de los «Seminarios internacionales de tipología» que tuvieron lugar cada año en Arudy y que implicaban principalmente la arqueología prehistórica, sus métodos (en particular el uso de métodos estadísticos) y su teoría, con una atención particular en el análisis tipológico de las industrias líticas. Otros artículos trataban temas relativos a la geología, la climatología, las ciencias de la computación, la lingüística (semántica o lingüística histórica).
La revista, publicada en baja tirada, ha sido digitalizada en 2019 y está disponible en línea en las plataformas Zenodo  y Archive.org.